# Invader
Invader (nascut el 1969) és un artista urbà francès, que enganxa els personatges del joc d'arcade Space Invaders (1978), estan fets per petites peces de colors quadrats en forma de mosaics. Ho fa en ciutats de tot el món, llavors documenta això com una "invasió".

## Galeria d'imatges

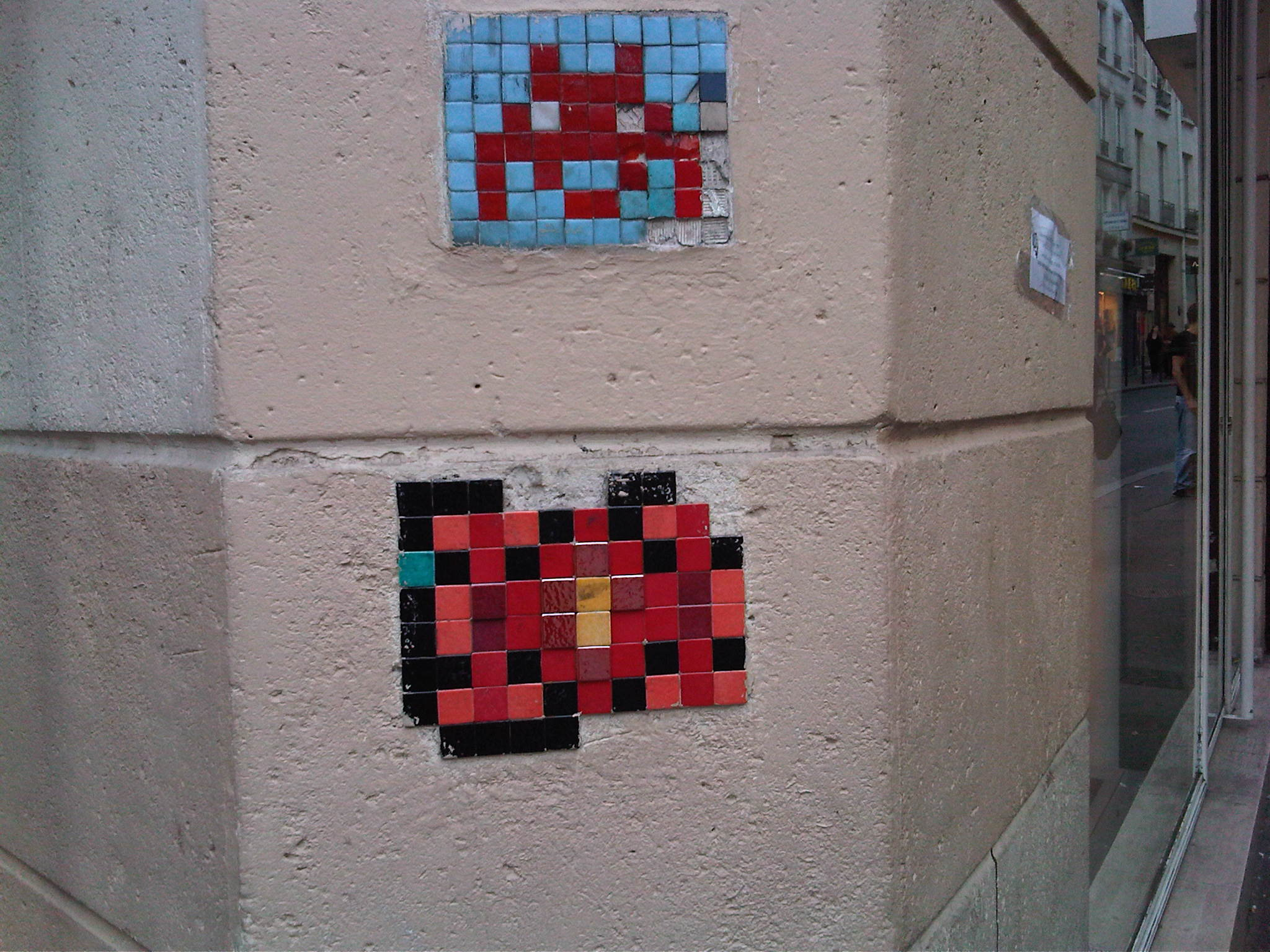
Invaders a París (França)